# Saftlecker
Die Saftlecker (Sphyrapicus) bilden eine Gattung kleiner bis mittelgroßer Spechte in der Familie der Spechte (Picidae). Die Gattung umfasst vier Arten, deren Vorkommen auf Nordamerika beschränkt ist. Die Saftlecker, im Englischen Sapsuckers, haben ihren Namen von der besonderen, spezialisierten Art, in der sie einen Teil ihrer Nahrung gewinnen.
Der Gelbbauch-Saftlecker, der Rotnacken-Saftlecker und der Feuerkopf-Saftlecker bilden die Superspezies Sphyrapicus varius; sie waren bis 1983 in einer einzigen Art zusammengefasst. Die vierte Art, der Kiefernsaftlecker, weist einen deutlichen genetischen Abstand von der varius-Gruppe auf. Dort, wo die Verbreitungsgrenzen der einzelnen Arten der S.-varius-Gruppe überlappen, treten Hybride auf, die die Merkmale der Elternarten in unterschiedlicher Deutlichkeit und Abstufung zeigen.
Saftlecker besiedeln unterschiedliche Baumgesellschaften vor allem im westlichen Nordamerika. Nur das Verbreitungsgebiet des Gelbbauch-Saftleckers erreicht auch die nordamerikanische Ostküste. Sie sind Standvögel, Kurzstrecken- oder Mittelstreckenzieher. Vertikal erstrecken sich ihre Vorkommen vom Meeresniveau bis nahe der regionalen Baumgrenzen. Sie ernähren sich außerhalb der Brutzeit vor allem von Baumsäften, die sie aus meist kleinen, bis in die Holzschicht geschlagenen Saftlöchern gewinnen. Während der Brutzeit bilden Insekten die Hauptnahrung. Insekten sind auch das Aufzuchtfutter der Jungen.
Die Gattung Sphyrapicus wurde 1858 von Spencer Fullerton Baird aus einer Gattung Picus, in der viele unterschiedliche Spechtarten und Spechtgattungen vereint waren, losgelöst. Das Gattungsepitheton wird aus griech. σφύρα (Hammer, Meißel) und lat. picus (Specht) gebildet.
Keine der vier Arten scheint zurzeit in einer Gefährdungsstufe auf. Ihr Bestand gilt als weitgehend stabil, regional sind sie häufige Brutvögel.

## Merkmale

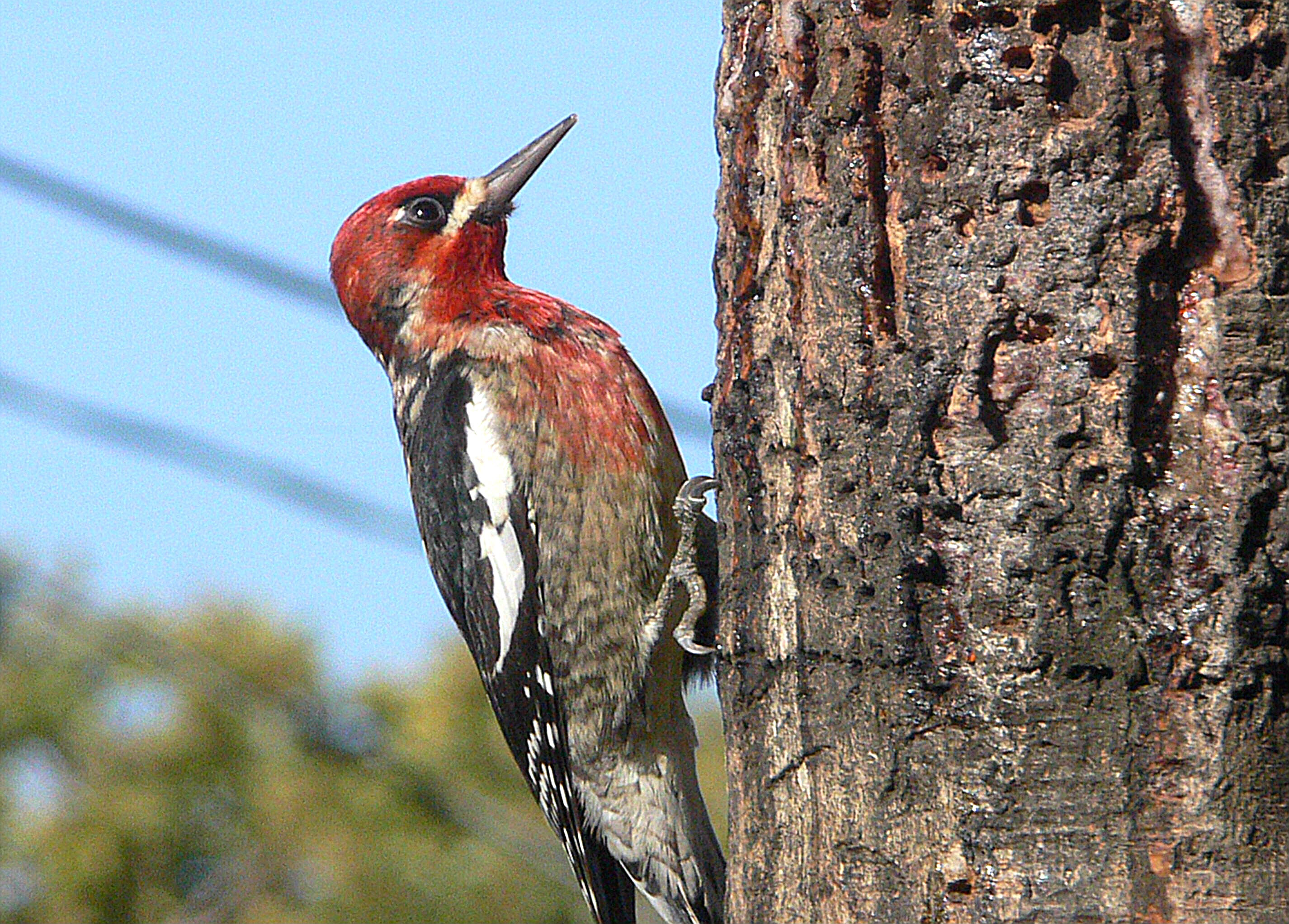
Sphyrapicus ruber

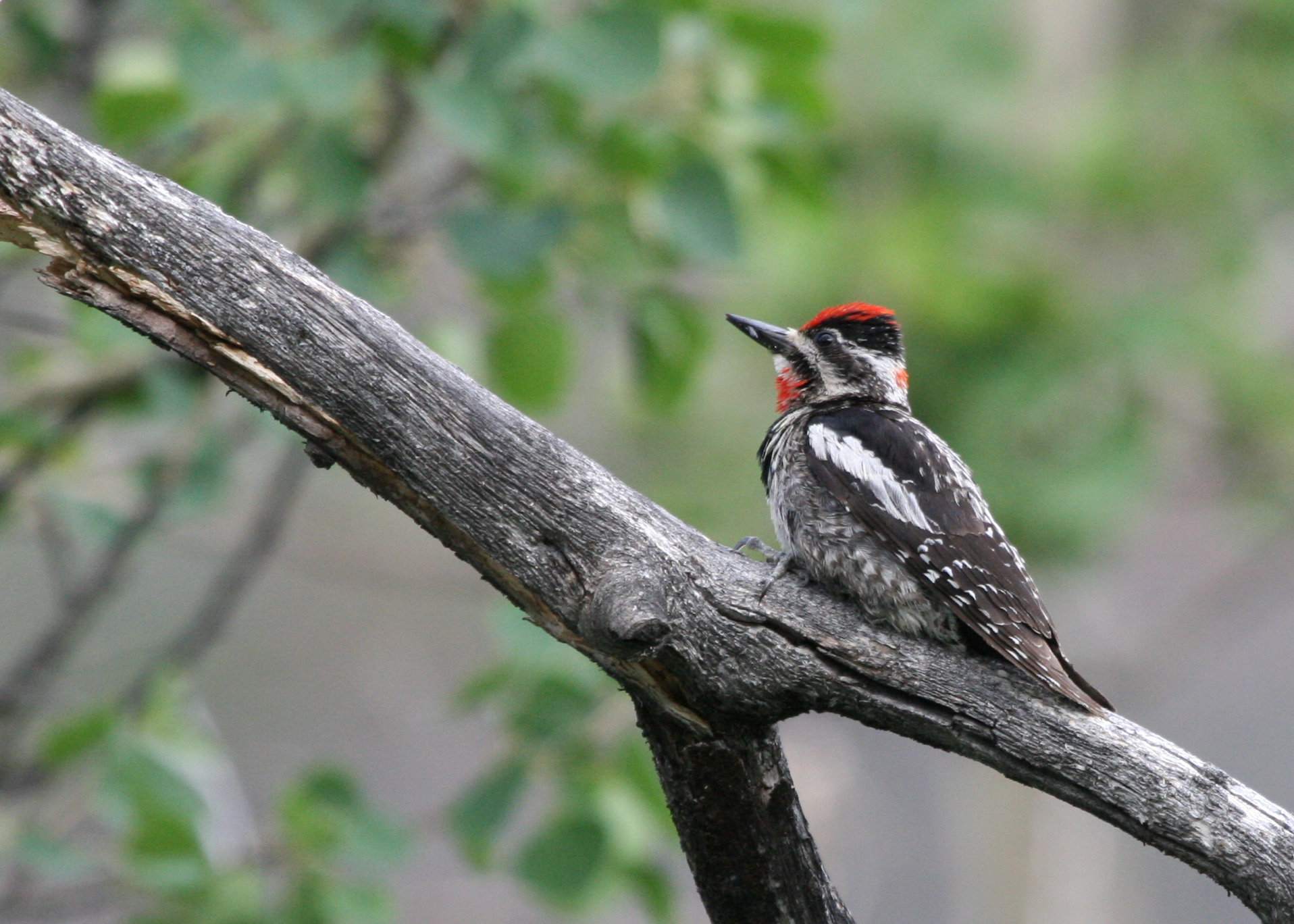
Sphyrapicus nuchalis

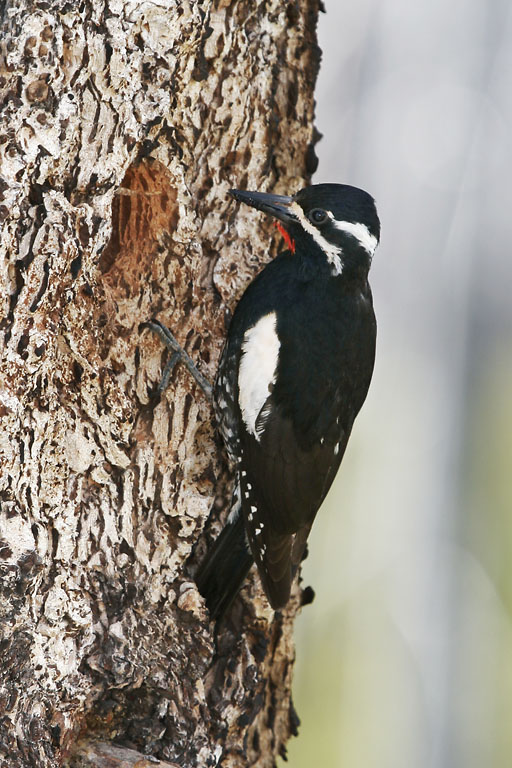
Sphyrapicus thyroideus

Saftlecker sind kleine bis knapp mittelgroße Spechte. Gelbbauch-Saftlecker und Rotnacken-Saftlecker sind mit maximal 21 Zentimetern Körperlänge die beiden kleinsten Arten. Nur geringfügig größer ist der Feuerkopf-Saftlecker. Mit 23 Zentimetern erreicht der Kiefernsaftlecker knapp die Größe des Buntspechtes. Alle Saftlecker sind schlanke und leicht gebaute Vögel. Sie sind wesentlich leichter als vergleichbar große Spechte wie Mittelspecht oder Buntspecht. Das Gewicht der Spechte aus der S.-varius-Gruppe liegt zwischen 36 und 62 Gramm, der Kiefernsaftlecker wiegt maximal 64 Gramm.
Spechte der S. varius -Gruppe sind einander in der Färbung des Körpergefieders recht ähnlich. Die Oberseite ist mit unterschiedlich deutlichen weißen Einschlüssen im Wesentlichen schwarz, der Bauch auf grauweißem Grund dunkel gestrichelt oder pfeilspitzenartig gezeichnet. Beim Gelbbauch-Saftlecker ist der obere Bauchbereich hellgelb, beim Feuerkopf-Saftlecker blass rötlich. Das gattungstypische längliche weiße Flügelfeld ist das einzige Merkmal, das alle vier Arten gemeinsam aufweisen. Stark unterschiedlich ist die Färbung des Kopf-, Kehl- und Brustgefieders, vor allem die Rotanteile variieren von Art zu Art beträchtlich. Am wenigsten Rot zeigt der Gelbbauch-Saftlecker, am meisten der Feuerkopf-Saftlecker, bei dem der gesamte Kopf, der Nacken und Hals sowie der Brustbereich rot gefärbt sind. Männchen und Weibchen des Feuerkopf-Saftleckers sind weitgehend monomorph, bei den anderen beiden Arten beschränkt sich der Geschlechtsdimorphismus auf die Kopffärbung, insbesondere auf die Verteilung der Rotanteile. Größen- und Gewichtsunterschiede zwischen den Geschlechtern sind marginal.
Von diesen drei Saftleckerarten unterscheiden sich die Männchen des Kiefernsaftleckers beträchtlich. Kopf und Oberseite ist bei diesen im Wesentlichen schwarz, nur die Kehle ist rot. Der Bauch des Männchens ist dottergelb. Der Färbungsdimorphismus ist so ausgeprägt, dass Männchen und Weibchen lange Zeit für Vertreter unterschiedlicher Arten gehalten wurden. Abgesehen von der unterschiedlichen Größe ähneln Weibchen stark weiblichen Gilaspechten.
Alle Saftlecker sind zygodactyl. Sie verfügen über einen, an der Basis recht breiten, meißelartig zugespitzten, meist schiefergrauen Schnabel. Die Iris der Augen ist dunkelbraun, der unbefiederte Bereich der Beine sowie die Zehen sind grau.

## Lautäußerungen
Saftlecker sind akustisch vor allem in den Perioden der Balz und der Revieretablierung akustisch sehr präsent. Sie verfügen über eine Reihe unterschiedlicher arttypische Rufe. Charakteristisch für alle Saftlecker ist das Trommeln, das mit einem schnellen Trommelwirbel beginnt und mit einigen, unregelmäßigen Einzelschlägen ausklingt.

## Verhalten

### Aktivität und Ruhe
Saftlecker sind wie alle Spechte tagaktiv. Ihre Aktivitätsphase deckt sich mit der Tageshelligkeit. Die Nacht verbringen die Spechte aus der varius-Gruppe meist unter einem starken Ast an den Stamm geklammert, der Kiefernsaftlecker in natürlichen Baumhöhlen oder eigenen Schlafhöhlen. Auch während des Tages legen die Spechte vor allem um die Mittagszeit lange Aktivitätspausen ein, die sie dösend oder mit Gefiederpflege beschäftigt verbringen.

### Bewegung

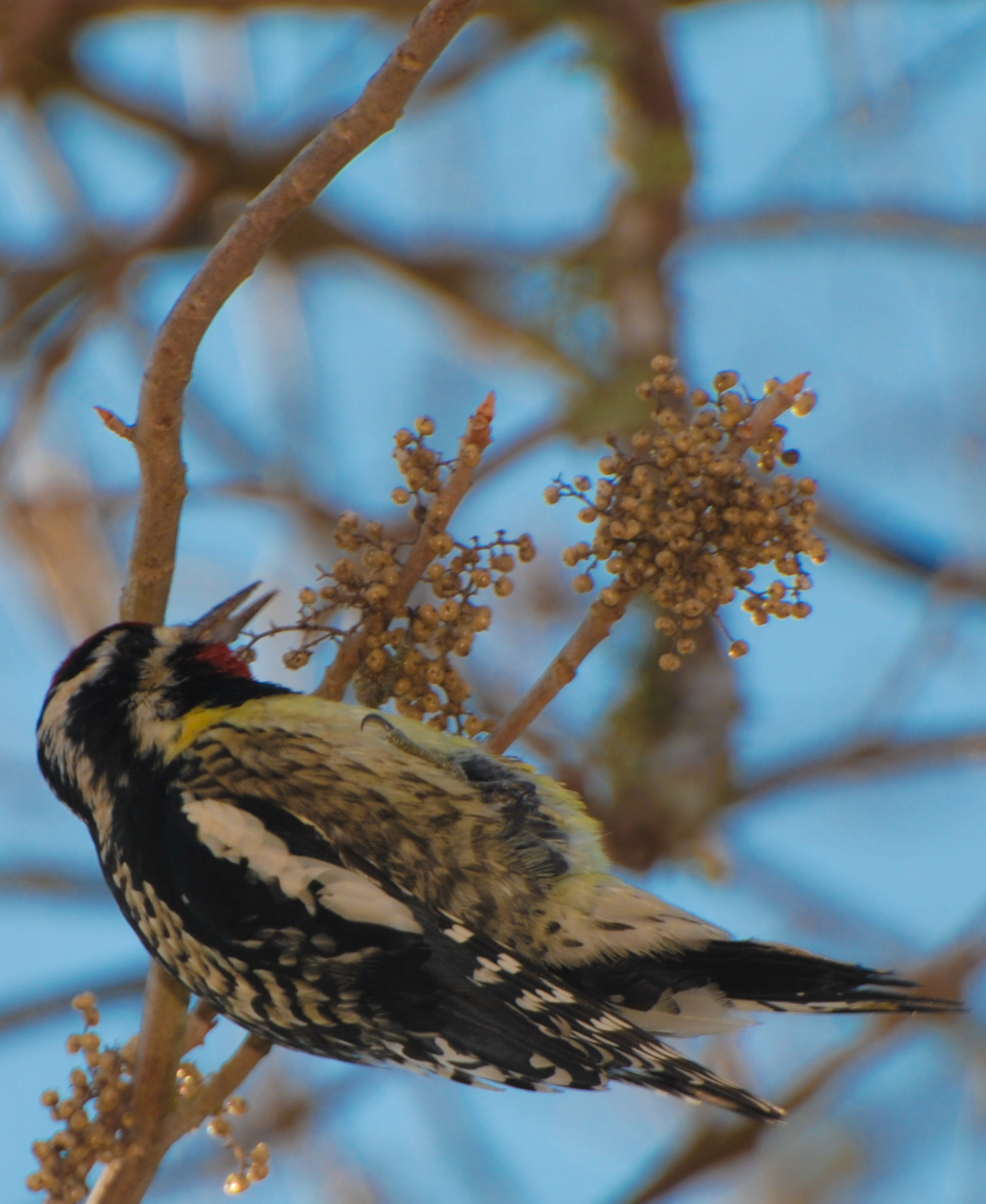
Männlicher Gelbbauch-Saftlecker beim Verzehr von Beeren

Alle Saftlecker hüpfen beidbeinig, sich an der Stamm- oder Astoberfläche festkrallend sowohl vertikal als auch horizontal auf Stämmen und Ästen. Besonders während der Balz und in agonistisch gestimmten Situationen hüpfen sie schraubig stammaufwärts. Um Früchte oder Beeren zu ernten, klammern sie sich auch an sehr dünne Zweige. Der Flug ist der typisch bogenförmige Spechtflug mit einer Reihe kräftiger, schneller Flügelschläge in der Aufwärtsphase und zur Gänze angelegten Flügeln in der Abwärtsphase. Der Flug der Saftlecker ist schnell und gewandt; mit geschickten, schnellen Wendungen können sie Insekten im Flug erbeuten.

### Komfortverhalten
Saftlecker wenden sehr viel Zeit zur Gefiederpflege auf. Sie schütteln und sträuben ihr Gefieder häufig und ziehen einzelne Federn, vor allem der Schwingen und des Schwanzes durch den Schnabel. Mit dem Schnabel ordnen sie auch die übrigen erreichbaren Federareale. Wasserbaden wurde bei Spechten der varius-Gruppe nur selten beobachtet, Kiefernsaftlecker scheinen dies häufiger zu tun. Sonnenbaden ist für alle vier Arten eine häufige Komforthandlung: dabei wenden sie der Sonne den Rücken zu, plustern das Gefieder auf und spreizen leicht die Flügel. Beim Kiefernsaftlecker wurde aktives Einemsen beobachtet.

### Agonistisches Verhalten
Alle Saftlecker sind zumindest im Sommerhalbjahr territorial, residente Spechte während des gesamten Jahres. Das Territorium wird durch Trommelreihen und Schauflüge markiert und abgegrenzt. Saftlecker verteidigen die unmittelbare Höhlenumgebung und einige wichtige Nahrungsbäume gegenüber Artgenossen und gegenüber Nahrungs- und Höhlenkonkurrenten. Sie vermögen bedeutend größere Arten wie etwa den Helmspecht zu vertreiben. Am stärksten ist das Aggressionspotential in der Vorbrutzeit und während die Nestlinge großgezogen werden. In dieser Zeit kann es zwischen männlichen Artgenossen, aber auch mit einer anderen Saftleckerart zu heftigen Berührungskämpfen kommen. Meist aber genügen von lauten Rufreihen begleitete Drohgebärden wie das Sträuben des Kopf-, Brust- und Scheitelgefieders, horizontales Kopfpendeln sowie das vertikale Auf- und Abwärtsbewegen des Kopfes. Abgemilderte agonistische Verhaltensweisen sind auch Bestandteile der Balz und werden im gegenseitigen Verhalten von Paaren beobachtet. Außerhalb der Brutzeit leben Saftlecker solitär. Gelegentlich kommt es während des Zuges und im Winterquartier zu kleinen temporären Gruppenbildungen.
Während der Nestlingszeit versuchen Saftlecker auch größere Fressfeinde durch lautes Schreien und direkte Angriffe aus der Nestumgebung zu vertreiben. Sonst verhalten sie sich gegenüber Feinden weitgehend ruhig, verharren entweder still und eng an den Stamm geklammert oder versuchen unbemerkt zu fliehen.

## Verbreitung und Lebensraum, Wanderungen

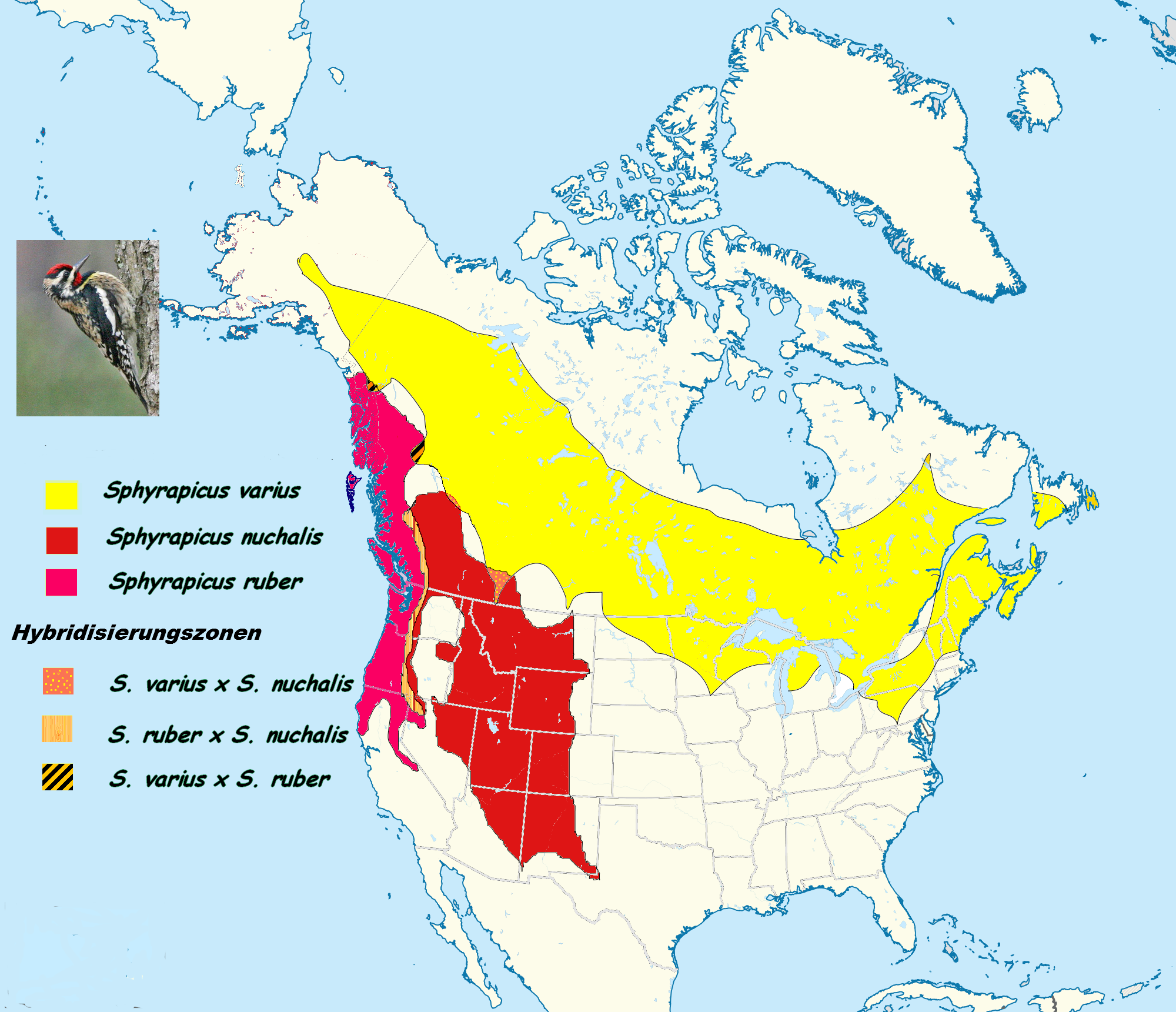
Verbreitung und Hybridisierungszonen der S.-varius-Superspezies

Bis auf ein kleines, isoliertes Brutvorkommen des Kiefernsaftleckers in Niederkalifornien ist die Brutverbreitung der Saftlecker auf die Staaten Kanada und USA beschränkt. Die größte Artenvielfalt liegt in den Gebirgsregionen des nordwestlichen Nordamerika, wo alle vier Arten, meist in klar separierten Gebieten vorkommen. Das mit Abstand größte Brutareal wird vom Gelbbauch-Saftlecker eingenommen, der als einziger der Saftlecker-Arten die nordamerikanische Ostküste erreicht. Er ist auch mit Brutplätzen in Zentralalaska die am weitesten nördlich vorkommende Art. Die südlichsten Brutvorkommen sind die des Rotnacken-Saftleckers im nordwestlichen Texas. Das kleinste Gebiet bewohnt der Kiefernsaftlecker. Vertikal sind der Gelbbauch- und der Feuerkopf-Saftlecker vom Meeresniveau bis etwa 3000 Meter verbreitet, der Rotnacken-Saftlecker von etwa 300 Meter bis an die 3000 Meter. Der Kiefernsaftlecker ist eine submontane beziehungsweise montane Art. Seine Brutplätze liegen im Norden nicht unter 800 Metern, im zentralen Teil seines Brutgebietes meist über 1500 Meter und reichen bis an die Baumgrenze.
Die Lebensräume des Gelbbauchsaftleckers sind unterschiedlich zusammengesetzte Wälder, wie Mischwälder aus verschiedenen Koniferenarten mit Pappeln, Birken, Weiden und – vor allem im Osten – Hickories, gelegentlich auch landwirtschaftlich genutzte, locker baumbestandene Flächen und größere Parks. Der Feuerkopf-Saftlecker und der Kiefernsaftlecker sind eher Bewohner reiner Nadelwälder, der Rotnacken-Saftlecker bevorzugt Laubwälder und Laubmischwälder, kommt gelegentlich aber auch in offenen Gelbkieferbeständen vor. Pappeln spielen für alle Saftlecker-Arten sowohl als Nahrungs- als auch als Höhlenbaum eine hervorragende Rolle. Auch stehendes Totholz ist für einige zur Anlage der Bruthöhlen unerlässlich.
Die Winterverbreitung des Gelbbauch-Saftleckers umfasst den südöstlichen Bereich der USA, Mexiko, Mittelamerika bis ins nördliche Panama sowie viele der Westindischen Inseln. Rotnacken-Saftlecker überwintern in südlichen Bereichen des Brutgebietes oder ziehen bis Zentralmexiko, in Ausnahmefällen bis Guatemala und Honduras, nach Niederkalifornien beziehungsweise an die südliche kalifornische Pazifikküste. Kiefernsaftlecker verstreichen in niedriger gelegene Gebiete oder ziehen relativ kleinräumig südwärts, Feuerkopf-Saftlecker sind mehrheitlich Standvögel.

## Hybridisierungszonen und Hybride
Die Brutgebiete von Kiefernsaftlecker, Feuerkopf-Saftlecker und Rotnacken-Saftlecker berühren einander oder überlappen in vielen Regionen. Feuerkopf-Saftlecker und Kiefernsaftlecker besiedeln auch die gleichen Waldtypen. Dort, wo die Spechte sympatrisch vorkommen, halten sie die gleichen Territorialabstände ein wie zu Artgenossen. Hybride von Spechten aus der varius-Gruppe mit dem Kiefernsaftlecker scheinen vorzukommen, sind aber außerordentlich selten.
Die Brutgebiete zwischen Feuerkopf- und Rotnacken-Saftlecker überlappen an deren östlicher- beziehungsweise westlicher Verbreitungsgrenze. Im gesamten Bereich dieser Kontaktzone werden Hybride festgestellt, bei denen sich die Gefiedermerkmale beider Eltern mischen. Bei Mischpaaren ist in den meisten Fällen das Männchen ein Feuerkopf-Saftlecker. In den Kontaktzonen ist der Anteil von makroskopisch identifizierbaren Hybriden der ersten oder einer Folgegeneration mit 32 % sehr hoch. Hybride scheinen keine Beeinträchtigung in Bezug auf körperliche Fitness zu haben, auch ihr Bruterfolg unterscheidet sich nicht von dem konspezifischer Paare. Möglicherweise ist jedoch für Hybride die Partnerfindung erschwert.
Im nördlichen British Columbia überlappen die Brutgebiete des Feuerkopf- und des Gelbbauch-Saftleckers, in Südalberta die des Gelbbauch-Saftleckers und des Rotnacken-Saftleckers. Auch in diesen bedeutend kleineren Kontaktgebieten werden Hybride festgestellt.

## Nahrung und Nahrungserwerb

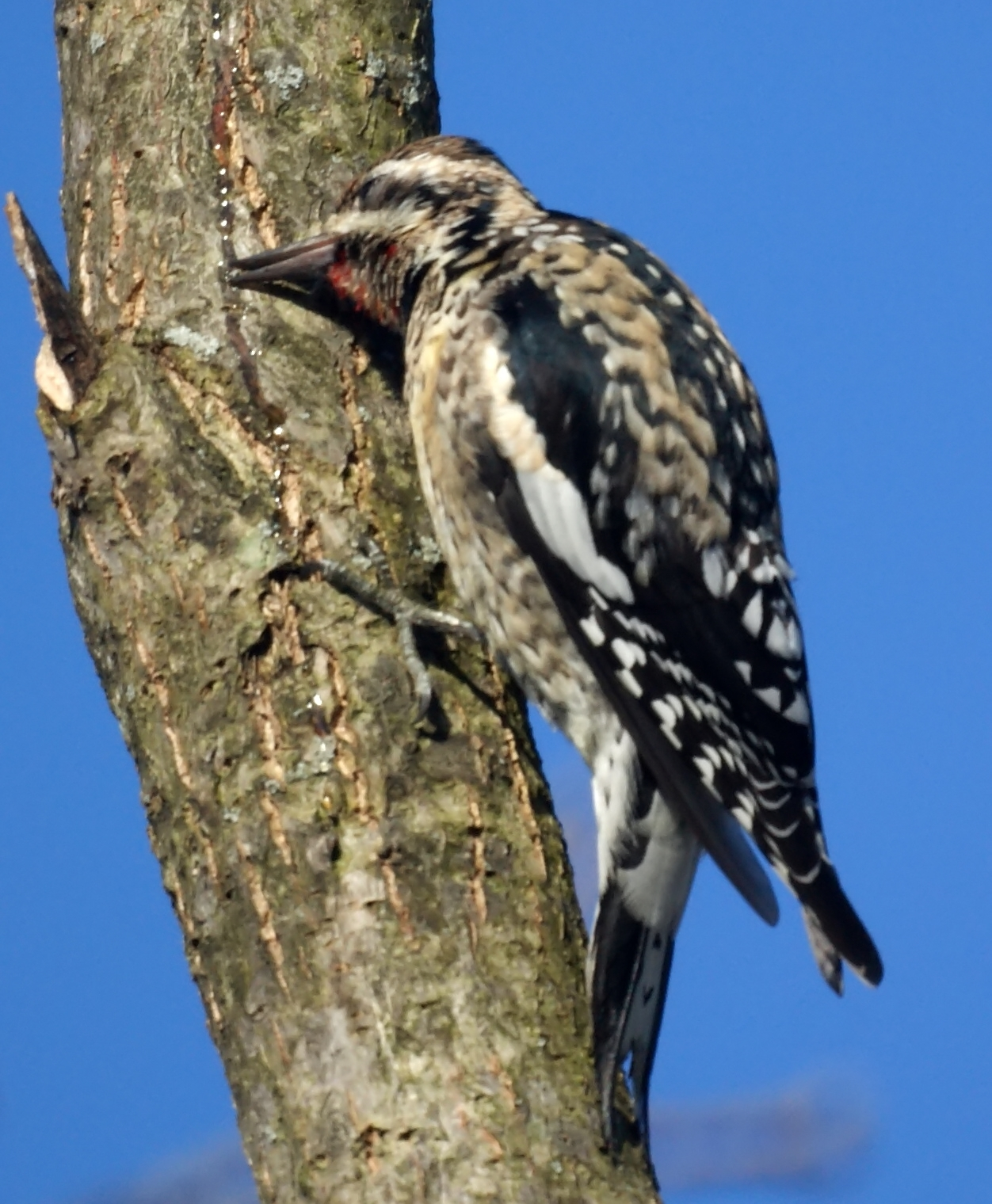
Weiblicher Gelbbauch-Saftlecker beim Trinken von Baumsaft

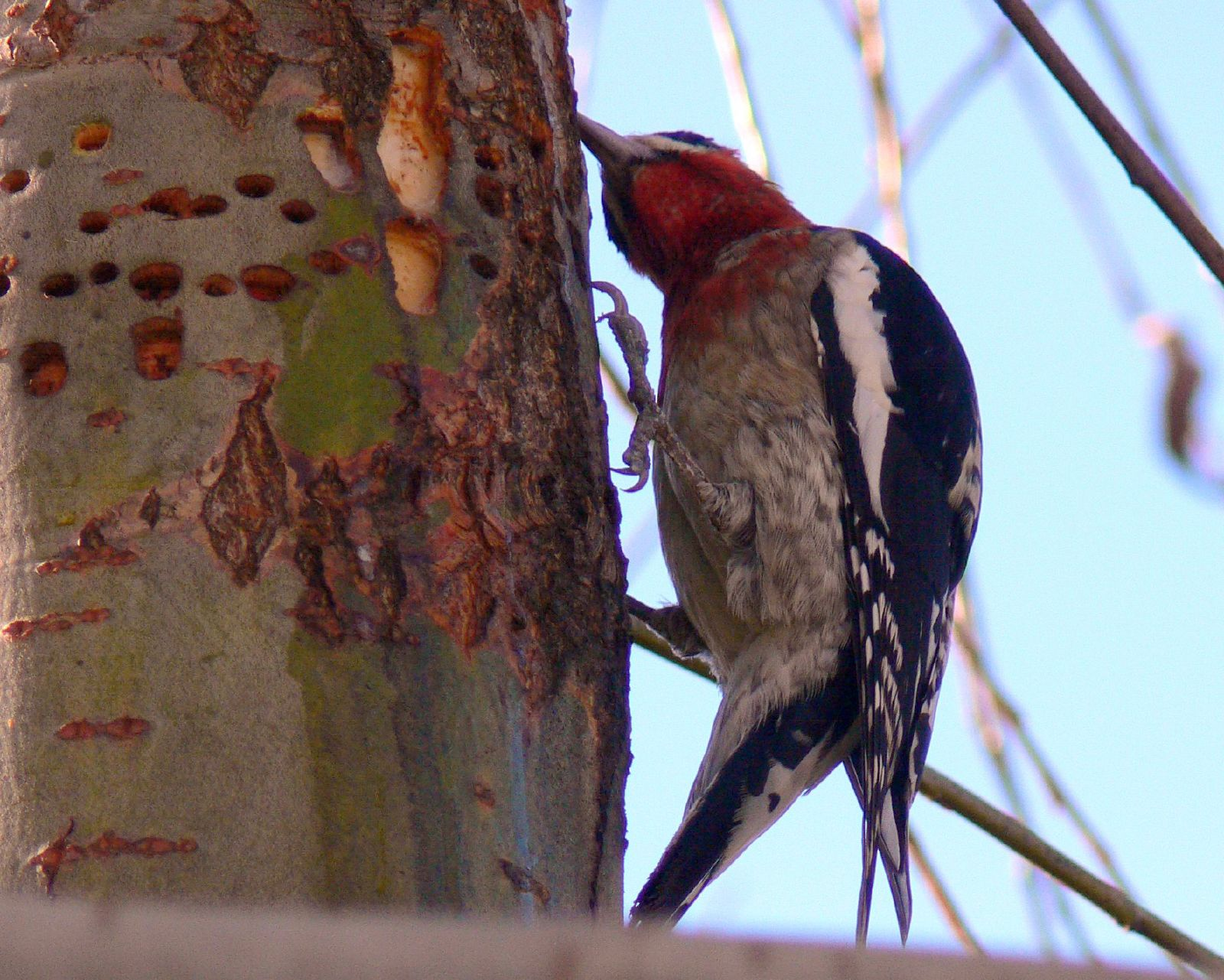
Feuerkopf-Saftlecker beim Safttrinken

Saftlecker, im Englischen Sapsuckers, haben ihren Namen von der besonderen, spezialisierten Art, in der sie einen Teil ihrer Nahrung gewinnen. Für viele Spechte bilden Baumsäfte einen Bestandteil der Nahrung, die Saftlecker haben sich jedoch in besonderem Maße auf diesen Nahrungserwerb spezialisiert.
Baumsäfte bilden während des gesamten Jahres einen wesentlichen Nahrungsbestandteil, nur während der Brutzeit ernähren sich alle Saftlecker-Arten hauptsächlich von Insekten, vornehmlich von Ameisen, daneben aber auch von anderen Arthropoden wie Fliegen, Wespen, Käfern, Zikaden und Spinnen. Die Jungen werden mit Insekten gefüttert. Gelegentlich wurde beobachtet, dass die Insektenbeute vor dem Verfüttern in Baumsaft getunkt wurde. Weitere wichtige Nahrungsbestandteile sind Rindenbast und verschiedene Früchte und Beeren. Quantitative Analysen sind nicht aussagekräftig, da die Baumsäfte sehr rasch den Magen verlassen, ihr Anteil somit nicht festgestellt werden kann. Im Jahresdurchschnitt dürfte die Energiedeckung durch Baumsäfte etwa 20 % betragen, steigt aber saisonal auf an die 100 %
Die Insektennahrung gewinnen Saftlecker durch Absuchen der Stamm- und Astoberflächen, durch Stochern und Bohren, gelegentlich auch durch Ablösen von größeren Rindenteilen. Vor allem aber sammeln sie jene Insekten, die von den Saftlöchern angezogen wurden. Fluginsekten werden auch in der Art von Fliegenschnäppern im Flug erbeutet. Fraßgänge holzbewohnender Insekten oder Insektenlarven hacken Saftlecker nicht frei.
Saftlecker legen in einer Vielzahl von holzigen Pflanzen Saftlöcher an, bevorzugt werden jedoch Laubbäume wie Birken, Pappeln, Weiden, Ulmen, Eichen, Ahorne und Hickories sowie Nadelbäume wie Gelbkiefer, Küstenkiefer, Jeffrey-Kiefer, Douglasien, Westamerikanische Hemlocktanne, Felsengebirgs-Tanne und Purpur-Tanne. Gelbbauch-Saftlecker und Rotnacken-Saftlecker bevorzugen Laubbäume, die anderen beiden Arten Nadelbäume.
Saftlecker legen zwei verschiedene Arten von Saftlöchern an: Außerhalb der Vegetationszeit schlagen sie runde oder längsovale kleine Löcher, die bis in die Holzschicht vorgetrieben werden. Diese Löcher sind meist radial angeordnet. Während der Wachstumsperiode sind die Saftlöcher bedeutend flacher und größer, oft annähernd rechteckig und liegen meist untereinander. Bäume mit höherem Zuckergehalt werden gegenüber solchen mit größerem Saftfluss bevorzugt.
Der tägliche Energiebedarf eines Gelbbauch-Saftleckers von etwa 46 Gramm Körpergewicht beträgt rund 85 Kilojoule. Dafür benötigt er 300 Milliliter Baumsaft mit 1,9 % Zucker. Diese Menge könnten bei einem durchschnittlichen Saftfluss vier Saftlöcher innerhalb einer Stunde produzieren. Der Zuckergehalt der Baumsäfte ist jedoch während der Wachstumsperiode bedeutend höher, sodass sich die zur Deckung des Energiebedarfes notwendige Flüssigkeitsmenge entsprechend reduziert.

## Brutbiologie
Alle Saftlecker werden mit knapp einem Jahr geschlechtsreif und brüten meist auch erstmals in diesem Alter. Sie führen eine weitgehend monogame Saisonpartnerschaft. Wiederverpaarungen letztjähriger Partner kommen auf Grund der großen Brutortstreue beider Geschlechter relativ häufig vor. Die Partnerschaft ist durch gegenseitige Distanz und nie ganz erlöschende Aggression geprägt. Saftlecker brüten einmal im Jahr. Nur bei frühem Gelegeverlust beginnen wohl alle Arten eine Ersatzbrut.

### Balz und Höhlenbau
Die Balz aller Arten beginnt im letzten Märzdrittel und erreicht in der ersten Aprilhälfte ihren Höhepunkt. Sie enthält die für viele Spechtarten typischen Elemente wie laute Rufreihen, Trommeln, Zeigen von Höhlen- und Nahrungsbäumen, Schauflüge, schraubiges Stammklettern und Verfolgungsjagden. Viele Elemente des Balzrituals sind auch agonistische Verhaltensweisen.
Saftlecker legen jedes Jahr eine neue Bruthöhle an, häufig im gleichen Baum wie im Vorjahr. Als Nistbäume kommen eine Vielzahl von vitalen oder toten Laub- und Nadelbäumen in Frage. Nur der Feuerkopf-Saftlecker brütet fast ausschließlich in abgestorbenen Bäumen oder in abgestorbenen Bereichen noch lebender Bäume; die anderen Arten schlagen ihre Höhlen bevorzugt in lebende Pappeln oder Birken, oder, wenn diese nicht verfügbar sind, in stark geschädigte oder bereits tote Kiefern. Als Nistbaum besonders begehrt ist die Amerikanische Zitterpappel, insbesondere dann, wenn sie bereits durch Pilzbefall im Inneren leichter bearbeitbar geworden ist.
Die Hauptarbeit des Höhlenbaus vollbringen die Männchen. Die Beteiligung der Weibchen ist individuell sehr unterschiedlich und kann auch ganz entfallen.

### Gelege und Jungenaufzucht
Die Eiablage des Gelbbauch-Saftleckers beginnt erst Mitte Mai, die der anderen drei Arten schon in der letzten Aprilwoche, bei sehr südlich brütenden Populationen noch früher. Die Gelegegröße ist recht einheitlich und liegt bei allen Arten im Durchschnitt bei 4 – 5 reinweißen, längsovalen Eiern, die im Tagesabstand gelegt werden. Beide Eltern brüten etwa zu gleichen Teilen, wie bei den meisten Spechten nachts immer das Männchen. Die Brutdauer beträgt etwa 12 − 13 Tage. Beide Eltern hudern und füttern die Jungen. Nach etwa 25 −28 Tagen fliegen die Jungen aus und werden von den Eltern sofort zu Saftbäumen gelockt. Junge Saftlecker werden schon nach wenigen Tagen von ihren Eltern weitgehend unabhängig.
Eingehende Untersuchungen zur Dismigration von Jungspechten stehen noch aus, doch deuten die Ergebnisse kleinerer Untersuchungsreihen darauf hin, dass subadulte Saftlecker nach ihrem ersten Winter häufig in die unmittelbare, zumindest aber in die nähere Umgebung des Geburtsortes zurückkehren.

### Bruterfolg und Lebenserwartung
Zum Bruterfolg liegen nur wenige Daten aus relativ kleinen, wenig repräsentativen Untersuchungsreihen vor. Aus 32 Gelbbauch-Saftlecker Nestern flogen 87 Junge aus (2,72/Nest). In Nevada hatten 77 % einjähriger Brutpartner mit zumindest einem flüggen Jungen Bruterfolg, dagegen brachten 92 % von dreijährigen Eltern wenigstens ein Junges zum Ausfliegen.
Für den Kiefernsaftlecker wurden relativ hohe Ausfliegeraten von durchschnittlich über drei Junge pro Gelege ermittelt. Auch Daten zur Lebenserwartung fehlen weitgehend. Das Höchstalter wiedergefundener Saftlecker lag bei über sechs Jahren. Die Mortalität ist vor allem in den ersten Lebenswochen am höchsten. Nur maximal ein Viertel der Jungvögel wird ein Jahr alt.

## Systematik
Die Gattung Sphyrapicus wurde 1858 von Spencer Fullerton Baird eingeführt. Er gab dem gemeinsam mit John Cassin erstbeschriebenen Rotnacken-Saftlecker, dem von Cassin erstbeschriebenen Melanerpes (oder Picus) thyroideus (= Weibchen des Kiefernsaftleckers) und dem Gelbbauch-Saftlecker mit den auch heute gebräuchlichen Artepitheta Artrang. Den Feuerkopf-Saftlecker verstand er als Subspezies des Rotnacken-Saftleckers. Robert Ridgway fasste 1914 in The Birds of North an Middle America S. ruber und S. nuchalis als Unterarten von S. varius auf, sodass bei ihm die Gattung Sphyrapicus zwei Arten, eben Sphyrapicus varius und S. thryoideus enthielt. Seit 1873 war bekannt, dass es sich bei der bisher Picus williamsonii genannten Spechtart um die Männchen von S. thyroideus handelt. Die Klassifikation Ridgways hatte bis 1983 Bestand. Insbesondere die Forschungsarbeit von Ned K. Johnson und Robert M. Zink führten dazu, dass S. nuchalis und S. ruber Artrang erhielten.
Die Gattung Sphyrapicus ist die Schwestergattung von Melanerpes. Die Gattung hat sich offenbar schon sehr früh in zwei Linien gespalten, in eine, die den Gelbbauch-Saftlecker (Sphyrapicus varius), den Feuerkopf-Saftlecker (Sphyrapicus ruber) und den Rotnacken-Saftlecker (Sphyrapicus nuchalis) umfasst und eine zweite mit dem Kiefernsaftlecker (Sphyrapicus thyroideus) als einzigen Vertreter.
| Deutscher Name       | Wissenschaftlicher Name                | Verbreitung | Gefährdungsstufe Rote Liste der IUCN | Anmerkungen | Bild                                                        |
| -------------------- | -------------------------------------- | --- | ------------------------------------ | --- | ----------------------------------------------------------- |
| Gelbbauch-Saftlecker | Sphyrapicus varius (Linnaeus, 1766)    | Verbreitungsgebiet des Gelbbauch-Saftleckers | (Least Concern – nicht gefährdet)    | monotypisch Von Zentralalaska ostwärts bis Neufundland, südwärts bis Südkanada bzw. nördliche USA                                                                                      | Gelbbauch-Saftlecker (Sphyrapicus varius) ♂                 |
| Rotnacken-Saftlecker | Sphyrapicus nuchalis S. F. Baird, 1858 | Verbreitungsgebiet des Rotnacken-Saftleckers; ocker: Brutvogel, braun: Jahresvogel, rötlichbraun: Wintergast, gelb: Hybridisierungszone S. nuchalis x S. varius, rot: Hybridisierungszone S. nuchalis x S. ruber | (Least Concern – nicht gefährdet)    | monotypisch Rocky Mountains von British Columbia bis Arizona und Nordwesttexas | Rotnacken-Saftlecker (Sphyrapicus nuchalis) ♂               |
| Feuerkopf-Saftlecker | Sphyrapicus ruber (Gmelin, 1788)       | Verbreitungsgebiet des Feuerkopf-Saftleckers; grün: Hauptverbreitungsgebiet, hellgrün: Überwinterungsgebiet und einige punktuelle Brutvorkommen                                                                  | (Least Concern – nicht gefährdet)    | 2 Unterarten: Alaska Feuerkopf-Saftlecker (S. r. ruber (Gmelin, 1788)) Kalifornischer Feuerkopf-Saftlecker (S. r. daggetti Grinnell, 1901) Pazifiknah von Südalaska bis Südkalifornien | Alaska Feuerkopf-Saftlecker (Sphyrapicus ruber ruber)       |
| Kiefernsaftlecker    | Sphyrapicus thyroideus (Cassin, 1852)  | Verbreitungsgebiet des Kiefernsaftleckers; gelb: mehrheitlich Zugvögel, grüngelb: meist Jahresvögel, blau: Hauptüberwinterungsgebiete, hellblau: gelegentliche Überwinterer und Zieher                           | (Least Concern – nicht gefährdet)    | 2 Unterarten: S. t. thyroideus (Cassin, 1852) S. t. nataliae (Malherbe, 1854) Stark fragmentiert in den Rocky Mountains und im Kaskadengebirge                                         | Kiefernsaftlecker (Sphyrapicus thyroideus) links ♂ rechts ♀ |

## Feinde
Adulte Saftlecker werden vor allem von Greifvögeln wie dem Rundschwanzsperber, dem Eckschwanzsperber oder dem Habicht erbeutet, gelegentlich fallen sie auch Eulen, vor allem dem Streifenkauz zum Opfer. Ruhende und brütende Vögel, Jungvögel und Eier gehören in das Beutespektrum von Mardern, Hörnchen, Schwarzbären und Waschbären, sowie baumkletternder Schlangen, insbesondere von Pituophis catenifer und der Berg-Strumpfbandnatter. Als oft erfolgreicher Höhlenkonkurrent wurde der Hauszaunkönig beobachtet; der bedeutend kleinere Vogel zerstört Saftleckergelege und baut darüber sein eigenes Nest.

## Bestand und Gefährdung
Laut BirdLife International ist der Bestand keiner der vier Arten zurzeit bedroht. Allerdings fehlen für alle vier Arten überregionale quantitative Bestandserhebungen. Bis auf regionale, hauptsächlich durch forstwirtschaftliche Maßnahmen verursachte Bestandsrückgänge, wie zum Beispiel des Gelbbauch-Saftleckers in den Appalachen ist der Bestand der Arten aus der varius-Gruppe auf hohem Niveau weitgehend stabil und wahrscheinlich vielerorts höher als vor der europäischen Besiedelung Nordamerikas. So wurden in idealen Habitaten bis zu 28 Brutpaare des Feuerkopf-Saftleckers pro 100 Hektar festgestellt. Der Bestand des Kiefernsaftleckers ging regional im Zeitraum zwischen 1984 und 1993 um bis zu 60 % zurück, scheint zurzeit jedoch auf niedrigerem Niveau stabil zu bleiben. Er wird von Naturschutzbehörden in Oregon und Utah als sensitive species (=strukturempfindliche Art) eingestuft. Alle Saftlecker sind in den USA und in Kanada durch den Migratory Bird Treaty Act (Zugvogelschutzgesetz) geschützt.
Saftlecker können Störungen am Brutplatz und gewisse forstwirtschaftliche Eingriffe in ihren Lebensraum tolerieren, solange Bäume zur Anlage der Nisthöhle und Saftbäume erhalten bleiben. Gelbbauch-Saftlecker haben sogar davon profitiert, indem sie neue Lebensräume an Waldrändern, Lichtungen und in offeneren Waldbereichen nutzten. Empfindlich reagieren Saftlecker auf das großflächige Ernten von Pappeln zur Furniererzeugung und Herstellung von Essstäbchen, Feuerkopf- und Kiefernsaftlecker auch auf die Entfernung von Totholz aus Wirtschaftswäldern. Direkte Verfolgung durch Abschuss und Vergiftung, die sich lange Zeit in den Obstanbaugebieten des Ostens sowie in Kalifornien bestandsmindernd auswirkte, spielt heute keine Rolle mehr.